# 粗体光尾鲨
粗体光尾鲨（学名：Apristurus pinguis）为软骨鱼纲真鲨目猫鲨科光尾鲨属的鱼类。在中国，分布于东海等海域。该物种的模式产地在东海深海。体长可达83.5公分。